# Hilda Petrini

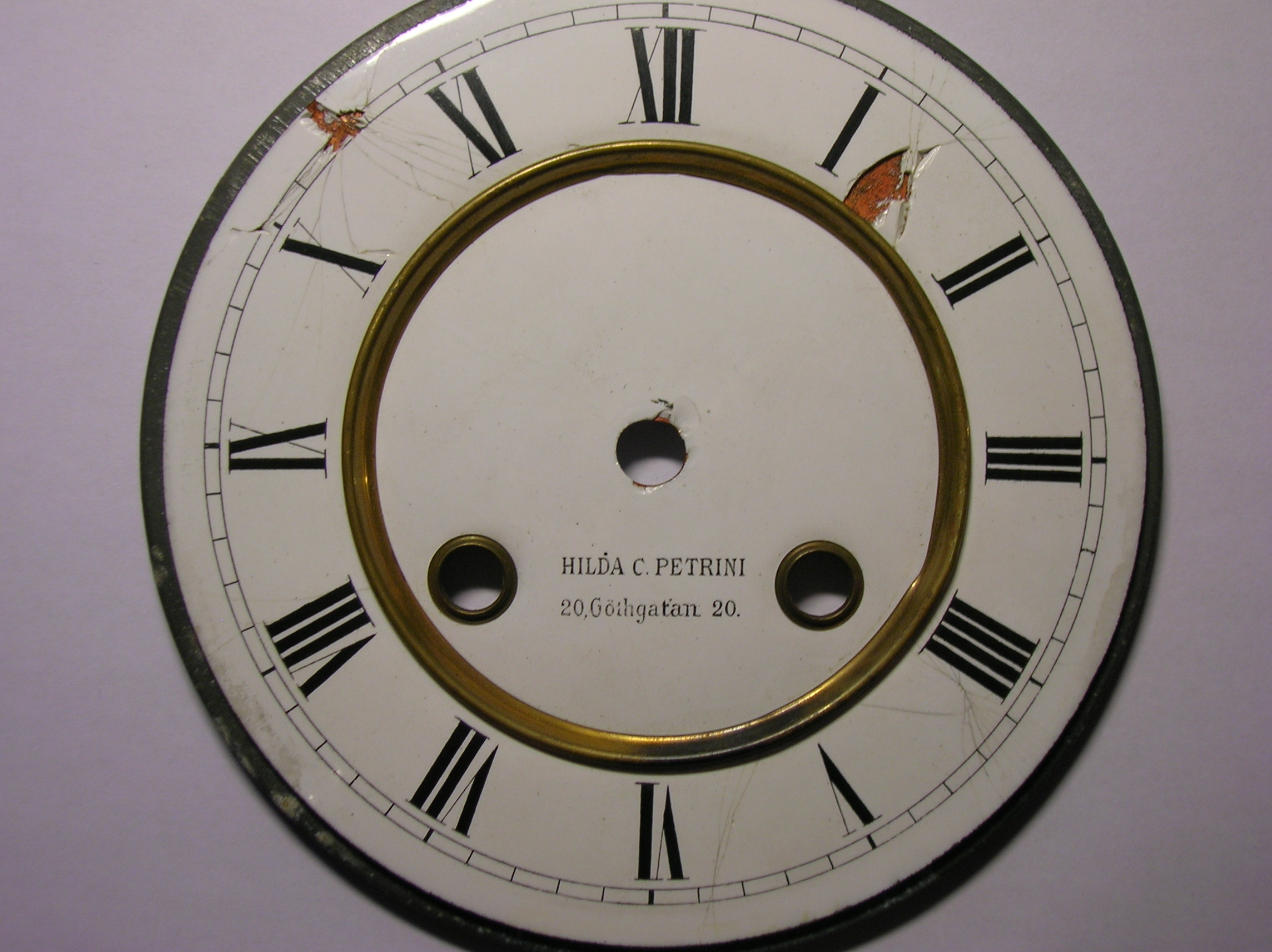
Hilda C. Petrini, Göthgatan 20

Hilda Catharina Petrini, född 9 oktober 1838 i Stockholm, död 30 januari 1895 i Stockholm, var en svensk urmakare och Sveriges första kvinnliga hantverksmästare.

## Biografi
Hilda Petrini tillhörde en välbärgad borgerlig familj på Södermalm i Stockholm. Familjen hade italienskt ursprung, men ska ha bott i Sverige långt före hennes födelse och ansågs vara en av Stockholms äldre borgarfamiljer. Petrini ska som ung ha varit vacker och livlig och en skicklig simmare: hon fick därför agera assisterande instruktör vid Nancy Edbergs lektioner i simning för Lovisa av Nederländerna och Lovisa av Sverige. 
Petrini lät år 1858 skriva in sig som elev till kronometerfabrikant Victor Söderberg i Stockholm. Hon ska ha haft en medfödd talang för mekanik, som uppmärksammades av Söderberg i sällskapslivet. Söderberg, som ansågs ovanligt skicklig inom sitt yrke, hade gett henne en del mekaniska uppgifter att lösa, och då hon hade lyckats med uppgifter som hans manliga studerande och gesällansökande hade misslyckats med, övertalade han hennes föräldrar att tillåta henne att studera mekanik för honom. Hilda Petrini själv ville gärna studera, inte för att hon var tvungen att försörja sig själv utan för att hon ville kunna göra det. Hon ansökte och mottogs som elev vid Söderbergs kronometersverkstad vid 20 års ålder 1858. Hon fullgjorde sin lärlingstid med goda resultat och förestod en tid Söderbergs verkstad. Hennes skicklighet som mekaniker gjorde att hon fick erbjudande om anställning vid kronometersverkstaden vid Observatoriet i Greenwich, men hennes föräldrar ville inte tillåta henne att flytta utomlands utan gjorde överenskommelsen om att hon efter studier i Frankrike och Schweiz kunde få öppna en rörelse i hemstaden.  
Efter att studietiden var avslutad ansökte Hilda Petrini år 1862 hos hantverkarnas skrå i Stockholm om tillstånd att få driva urmakeri. Hennes ansökan blev föremål för mycket debatt i skrået. Skrået brukade tillstånd till kvinnor, men endast till änkor, inte till ogifta kvinnor, och därför ville man inte bevilja Petrini tillstånd, även om ingen stadga förbjöd saken. Man nekade därför hennes ansökan, men angav hennes ålder som formell motivation. Hennes mor gjorde då ansökan i hennes ställe. I detta fall beviljades tillstånd av skrået, eftersom modern då var änka och det därmed var i enlighet med sed att ge henne tillstånd, trots att modern saknade utbildning. Hilda Petrini öppnade sedan, med moderns licens, sitt urmakeri på Götgatan nr 20 i Stockholm den 17 maj 1862. Hennes verksamhet blev framgångsrik och rekommenderades av hennes kunder. Hon tog emot elever och utfärdade gesällsintyg för båda könen. Bland hennes elever fanns en "fröken Silén", som sedan öppnade ett eget urmakeri i Hedemora. Petrini beskrivs som en skicklig och noggrann mekaniker och som en varmhjärtad och enkel privatmänniska med brett umgängesliv. Hon porträtterades som en pionjär i tidskriften Idun 1890 och var då fortfarande verksam.
Petrini var under en period gift Säfsten men skilde sig.